# Stanley-Cup-Playoffs 1954
Die Playoffs um den Stanley Cup des Jahres 1954 begannen am 23. März 1954 und endeten am 16. April 1954 mit dem 4:3-Erfolg der Detroit Red Wings über die Canadiens de Montréal. Die Red Wings gewannen damit ihren insgesamt sechsten Titel sowie den dritten in den letzten fünf Jahren. Zuletzt waren sie ebenfalls gegen Montréal im Jahre 1952 erfolgreich gewesen (4:0). Die Canadiens, die als amtierender Stanley-Cup-Sieger in diese Playoffs gingen, stellten unterdessen mit Dickie Moore den Topscorer dieser post-season. Darüber hinaus wurde zum zweiten und bis heute (Stand: Playoffs 2025) letzten Mal das Stanley-Cup-Finale in der Overtime eines siebten Spiels entschieden. Zuvor gelang dies ebenfalls Detroit, im Jahre 1950 gegen die New York Rangers.

## Modus
Für die Playoffs qualifizierten sich die vier besten Teams der Liga. Im Halbfinale standen sich der Erste und der Dritte sowie der Zweite und der Vierte der Abschlusstabelle gegenüber. Die jeweiligen Sieger bestritten anschließend das Stanley-Cup-Finale.
Alle Serien wurden dabei im Best-of-Seven-Modus ausgetragen, das heißt, dass ein Team vier Siege zum Weiterkommen benötigte. Das höher gesetzte Team hatte dabei in den ersten beiden Spielen Heimrecht, die nächsten beiden das gegnerische Team. Sollte bis dahin kein Sieger aus der Runde hervorgegangen sein, wechselte das Heimrecht von Spiel zu Spiel. So hatte die höher gesetzte Mannschaft in den Spielen 1, 2, 5 und 7, also vier der maximal sieben Spiele, einen Heimvorteil.
Bei Spielen, die nach der regulären Spielzeit von 60 Minuten unentschieden blieben, folgte die Overtime. Sie endete durch das erste erzielte Tor (Sudden Death).

## Qualifizierte Teams
- (1) Detroit Red Wings
- (2) Canadiens de Montréal
- (3) Toronto Maple Leafs
- (4) Boston Bruins

## Playoff-Baum
|  | Halbfinale | Halbfinale            | Halbfinale |  |  | Stanley-Cup-Finale | Stanley-Cup-Finale    | Stanley-Cup-Finale |
|  |            |                       |            |  |  |                    |                       |                    |
|  |            |                       |            |  |  |                    |                       |                    |
|  | 1          | Detroit Red Wings     | 4          |  |  |                    |                       |                    |
|  | 3          | Toronto Maple Leafs   | 1          |  |  |                    |                       |                    |
|  |            |                       |            |  |  | 1                  | Detroit Red Wings     | 4                  |
|  |            |                       |            |  |  | 2                  | Canadiens de Montréal | 3                  |
|  | 2          | Canadiens de Montréal | 4          |  |  |                    |                       |                    |
|  | 4          | Boston Bruins         | 0          |  |  |                    |                       |                    |
|  |            |                       |            |  |  |                    |                       |                    |

## Halbfinale

### (1) Detroit Red Wings – (3) Toronto Maple Leafs
| 23. März 1954 | Detroit Red Wings Marty Pavelich (8:21) Ted Lindsay (15:48) Tony Leswick (26:01) Gordie Howe (37:39) Marty Pavelich (54:01) | 5:0 (2:0, 2:0, 1:0) Spielbericht Stand: 1:0 | Toronto Maple Leafs | Detroit Olympia, Detroit, Michigan |

| 25. März 1954 | Detroit Red Wings Marcel Pronovost (44:52) | 1:3 (0:1, 0:1, 1:1) Spielbericht Stand: 1:1 | Toronto Maple Leafs Sid Smith (9:16) Gord Hannigan (37:41) Gord Hannigan (42:16) | Detroit Olympia, Detroit, Michigan |

| 27. März 1954 | Toronto Maple Leafs Chief Armstrong (19:11) | 1:3 (1:1, 0:0, 0:2) Spielbericht Stand: 1:2 | Detroit Red Wings Red Kelly (10:09) Tony Leswick (40:28) Marcel Pronovost (58:38) | Maple Leaf Gardens, Toronto, Ontario |

| 30. März 1954 | Toronto Maple Leafs Tim Horton (25:09) | 1:2 (0:0, 1:1, 0:1) Spielbericht Stand: 1:3 | Detroit Red Wings Johnny Wilson (31:26) Red Kelly (56:36) | Maple Leaf Gardens, Toronto, Ontario |

| 1. April 1954 | Detroit Red Wings Gordie Howe (0:09) Gordie Howe (12:54) Glen Skov (16:35) Ted Lindsay (81:01) | 4:3 n. V. (3:1, 0:2, 0:0, 0:0, 1:0) Spielbericht Stand: 4:1 | Toronto Maple Leafs Tod Sloan (16:16) Theodore Kennedy (21:33) Rudy Migay (29:11) | Detroit Olympia, Detroit, Michigan |

### (2) Canadiens de Montréal – (4) Boston Bruins
| 23. März 1954 | Canadiens de Montréal Lorne Davis (26:23) Bernie Geoffrion (53:48) | 2:0 (0:0, 1:0, 1:0) Spielbericht Stand: 1:0 | Boston Bruins | Forum de Montréal, Montréal, Québec |

| 25. März 1954 | Canadiens de Montréal Dickie Moore (0:10) Bernie Geoffrion (5:57) Bernie Geoffrion (6:28) Lorne Davis (16:41) Dickie Moore (18:10) Jean Béliveau (21:19) Paul Meger (45:03) Jean Béliveau (53:38) | 8:1 (5:0, 1:1, 2:0) Spielbericht Stand: 2:0 | Boston Bruins Fleming Mackell (33:02) | Forum de Montréal, Montréal, Québec |

| 28. März 1954 | Boston Bruins Cal Gardner (20:40) Doug Mohns (50:18) Milt Schmidt (56:09) | 3:4 (0:0, 1:3, 2:1) Spielbericht Stand: 0:3 | Canadiens de Montréal Émile Bouchard (20:16) Bernie Geoffrion (22:15) Émile Bouchard (26:53) Dickie Moore (58:30) | Boston Garden, Boston, Massachusetts |

| 30. März 1954 | Boston Bruins | 0:2 (0:1, 0:1, 0:0) Spielbericht Stand: 0:4 | Canadiens de Montréal Floyd Curry (11:36) Dickie Moore (22:06) | Boston Garden, Boston, Massachusetts |

## Stanley-Cup-Finale

### (1) Detroit Red Wings – (2) Canadiens de Montréal
| 4. April 1954 | Detroit Red Wings Ted Lindsay (13:44) Earl Reibel (41:52) Red Kelly (47:13) | 3:1 (1:0, 0:1, 2:0) Spielbericht Stand: 1:0 | Canadiens de Montréal Bernie Geoffrion (32:16) | Detroit Olympia, Detroit, Michigan |

| 6. April 1954 | Detroit Red Wings Alex Delvecchio (26:37) | 1:3 (0:3, 1:0, 0:0) Spielbericht Stand: 1:1 | Canadiens de Montréal Dickie Moore (15:03) Maurice Richard (15:28) Maurice Richard (15:59) | Detroit Olympia, Detroit, Michigan |

| 8. April 1954 | Canadiens de Montréal Tom Johnson (47:19) Dollard St. Laurent (55:02) | 2:5 (0:2, 0:1, 2:2) Spielbericht Stand: 1:2 | Detroit Red Wings Alex Delvecchio (0:42) Ted Lindsay (17:06) Johnny Wilson (24:57) Metro Prystai (47:59) Gordie Howe (51:32) | Forum de Montréal, Montréal, Québec |

| 10. April 1954 | Canadiens de Montréal | 0:2 (0:0, 0:1, 0:1) Spielbericht Stand: 1:3 | Detroit Red Wings Johnny Wilson (22:09) Red Kelly (59:53) | Forum de Montréal, Montréal, Québec |

| 11. April 1954 | Detroit Red Wings | 0:1 n. V. (0:0, 0:0, 0:0, 0:1) Spielbericht Stand: 3:2 | Canadiens de Montréal Ken Mosdell (65:45) | Detroit Olympia, Detroit, Michigan |

| 13. April 1954 | Canadiens de Montréal Bernie Geoffrion (32:07) Floyd Curry (33:07) Floyd Curry (34:25) Maurice Richard (50:06) | 4:1 (0:0, 3:0, 1:1) Spielbericht Stand: 3:3 | Detroit Red Wings Metro Prystai (45:11) | Forum de Montréal, Montréal, Québec |

| 16. April 1954 | Detroit Red Wings Red Kelly (21:17) Tony Leswick (64:29) | 2:1 n. V. (0:1, 1:0, 0:0, 1:0) Spielbericht Stand: 4:3 | Canadiens de Montréal Floyd Curry (9:17) | Detroit Olympia, Detroit, Michigan |

### Stanley-Cup-Sieger
| Stanley-Cup-Sieger Detroit Red Wings | Torhüter: Dave Gatherum, Terry Sawchuk Verteidiger: Keith Allen, Al Arbour, Bob Goldham, Red Kelly, Marcel Pronovost, Benny Woit Angreifer: Alex Delvecchio, Bill Dineen, Gilles Dubé, Gordie Howe, Earl Johnson, Tony Leswick, Ted Lindsay (C), Marty Pavelich, Jimmy Peters, Metro Prystai, Earl Reibel, Glen Skov, Johnny Wilson Cheftrainer: Tommy Ivan General Manager: Jack Adams |

## Beste Scorer
Abkürzungen: GP = Spiele, G = Tore, A = Assists, Pts = Punkte, PIM = Strafminuten; Fett: Bestwert
| Spieler          | Team     | GP | G | A | Pts | PIM |
| ---------------- | -------- | -- | - | - | --- | --- |
| Dickie Moore     | Montréal | 11 | 5 | 8 | 13  | 8   |
| Bernie Geoffrion | Montréal | 11 | 6 | 5 | 11  | 18  |
| Jean Béliveau    | Montréal | 10 | 2 | 8 | 10  | 4   |
| Gordie Howe      | Detroit  | 12 | 4 | 5 | 9   | 31  |
| Alex Delvecchio  | Detroit  | 12 | 2 | 7 | 9   | 7   |
| Ted Lindsay      | Detroit  | 12 | 4 | 4 | 8   | 14  |
| Red Kelly        | Detroit  | 12 | 5 | 1 | 6   | 4   |
| Metro Prystai    | Detroit  | 12 | 2 | 3 | 5   | 0   |
| Marcel Pronovost | Detroit  | 12 | 2 | 3 | 5   | 12  |
| Floyd Curry      | Montréal | 11 | 4 | 0 | 4   | 4   |

## Beste Torhüter
Die kombinierte Tabelle zeigt die jeweils drei besten Torhüter in den Kategorien Gegentorschnitt und Fangquote sowie die jeweils Führenden in den Kategorien Shutouts und Siege.
Abkürzungen: GP = Spiele, Min = Eiszeit (in Minuten), W = Siege, L = Niederlagen, GA = Gegentore, SO = Shutouts, Sv% = gehaltene Schüsse (in %), GAA = Gegentorschnitt; Fett: Bestwert; Sortiert nach Gegentorschnitt.
Erfasst werden nur Torhüter mit 120 absolvierten Spielminuten.
| Spieler        | Team     | GP | Min    | W | L | GA | SO | Sv%  | GAA  |
| -------------- | -------- | -- | ------ | - | - | -- | -- | ---- | ---- |
| Gerry McNeil   | Montréal | 3  | 190:14 | 2 | 1 | 3  | 1  | 96,6 | 0,95 |
| Terry Sawchuk  | Detroit  | 12 | 751:15 | 8 | 4 | 20 | 2  | 94,0 | 1,60 |
| Jacques Plante | Montréal | 8  | 479:30 | 5 | 3 | 14 | 2  | 93,3 | 1,75 |